# NGC 7573
NGC 7573 este o galaxie situată în constelația Vărsătorul. A fost descoperită în 1886 de către Frank Muller.